# Gesellschaft für Baskische Studien
Die Gesellschaft für Baskische Studien (Baskisch: Eusko Ikaskuntza, spanisch: Sociedad de Estudios Vascos; EI-SEV) ist eine wissenschaftlich-kulturelle Institution, die 1918 von den Regierungen der Provinzen (Diputaciones Forales) Alava, Vizcaya, Guipuzkoa und Navarra mit der Absicht gegründet wurde, „ein beständiges Mittel zur Entfaltung der baskischen Kultur zu sein“. Die Mitglieder der Gesellschaft vereinen sich in unterschiedlichen wissenschaftlichen Abteilungen. Sie ist die einzige Institution verschiedenartiger wissenschaftlicher Disziplinen, die offiziell im Baskenland, Navarra und im französischen Baskenland angesiedelt ist. Sie verleiht u. a. den Manuel-Lekuona-Preis.
Der Hauptsitz der Gesellschaft für Baskische Studien befindet sich im Königspalast von Miramar in San Sebastián (Guipuzkoa), mit weiteren Niederlassungen und Zweigstellen in Bayona, Pamplona, Vitoria und Bilbao.

## Geschichte
Der I. Kongress Baskischer Studien fand im September 1918 in Oñati statt, gefördert von den Regierungen von Alava, Guipuzkoa, Navarra und Bizkaia. Ziel des Kongresses war es, „die Liebhaber des Baskenlandes zu vereinigen, welche die Wiederinstandsetzung ebendieses herbeisehnen und sich bereitstellten, die Belebung der Kultur mithilfe geeigneter Medien zu fördern“. Der Kongress wurde von Alfonso XIII geleitet und rief die volle Körperschaft der Regierung Navarras hervor.
Als sein Emblem galten die Eiche und der Schriftzug „Asmoz ta jakitez“ (dt.: „für das Talent und das Wissen“, spanisch: „por el talento y el saber“). Die Vereinigung Baskischer Studien wurde sehr bald weltweit renommiert. Zu ihr zählten viele Intellektuelle, die bei Forschungsarbeiten, Versammlungen und Kongressen mitwirkten.
Geleitet wurde sie durch ein Exekutives Komitee, einen Permanenten Rat und einen Generalversammlung, und die Mitglieder teilten sich in Sektionen unterschiedlichster Themengebiete. Der jeweils aktuelle Wissensstand wurde in der Zeitschrift Revista Internacional de los Estudios Vascos veröffentlicht.
Der II. Kongress fand vom 18. Bis 25. Juli 1920 in Pamplona statt und wurde „der Lehre und sozio-ökonomischen Fragestellungen“ gewidmet.
1930 erfolgte der V. Kongress in Bergara.
Zunächst war Arturo Campión Ehrenpräsident. Während der Diktatur Primo de Riveras durchlebte er schwierige Momente, doch er tat sich zu Zeiten der Zweiten Spanischen Republik hervor, als man ihn beauftragte, die Verordnung Estatuto de Estella von 1931 zu verfassen. Während des Spanischen Bürgerkriegs siedelte er seine Tätigkeiten ins französische Baskenland um, wo er mehrere Kongresse ausführte. 1976 strukturierte er sich erneut um, und die Generalversammlung der Mitglieder, zusammengeführt in Oñati, genehmigte die Wiederaufnahme der Tätigkeit der Gesellschaft für Baskische Studien unter der Präsidentschaft von José Miguel de Barandiarán.

Baskisches Sprachgebiet, Provinzen und Dialekte

## Präsidentschaften
- Julián Elorza Aizpuru (1919–1936)
- José Miguel de Barandiarán (1978–1991)
- Gregorio Monreal (1992–1996)
- Juan José Goiriena de Gandarias (1996–2002)
- Javier Retegi (Dezember 2002–Dezember 2008)
- José María Muñoa (seit 26. Dezember 2008)

## Wissenschaftliche Abteilungen
- Kommunikation
- Sozialwissenschaften und Wirtschaft
- Recht
- Schulwesen
- Anthropologie – Ethnografie
- Folklore
- Physik, Chemie und Mathematik
- Medizin
- Naturwissenschaften
- Bildende Künste und Monumentale Kunst
- Musik
- Filmkunst
- Sprache und Literatur
- Vorgeschichte – Archäologie (Veröffentlichung der Zeitschrift Isturitz)
- Geschichte – Geografie

## Stiftungen
- Fundación Asmoz
- Fundación Euskomedia
- Fundación Barandiaran
- Jakiunde